# Небывалый поход
«Небывалый поход» (также «Незабываемый поход») — немой документальный фильм режиссера Михаила Кауфмана 1931 года. Последняя авангардистская работа школы кино в УССР.
Конструктивистский фильм-репортаж о движении «двадцатипятитысячников» — рабочих, направленных Партией в 1929 году на поднятие села.
Фильм снимался в одном из крупнейших совхозов в свое время «Гигант» (Ростовская область), Харьковском тракторном заводе, Черноморском флоте в Севастополе.

## Взгляд киноведов
В «Небывалом походе» Кауфман уже отходил от идеи механической камеры-глаза, однако машинам — тракторам и комбайнам — всё ещё уделял гораздо больше внимания, чем людям. Бедности тогдашних сёл Кауфман противопоставляет геометрический ритм механизированных заводов.
Проблемой сёл, в духе пропаганды того времени, показаны кулаки, а прогрессивным шагом – формирование колхозов. Коллективизация в фильме идёт бок о бок с индустриализацией, а вот следующим этапом «небывалого похода» в последних кадрах фильма изображена милитаризация.

## Репремьеры
В марте 2016 года Национальный центр Александра Довженко представил фильм в рамках украинской кинопрограммы «Ступени демократии» на фестивале современного искусства, кино и музыки AV Festival в Ньюкасле (Англия). Показ фильма состоялся в музыкальном сопровождении лондонского группы Test Dept.
В июле 2016 года лента была представлена на фестивале «Немые ночи» в музыкальном сопровождении коллектива Антона Байбакова.